# Alfa Romeo 4C
Alfa Romeo 4C är en sportbil som tillverkas av den italienska biltillverkaren Alfa Romeo sedan 2013. Bilen visades i konceptform på Internationella bilsalongen i Genève 2011.

## Alfa Romeo 4C
Alfa Romeo 4C är en lätt bil med kaross byggd i kompositmaterial. Chassit är av kolfiber med hjälpramar av aluminium. Det håller nere torrvikten på 895 kg. Motorn och framvagnen har hämtats från Giulietta-modellen men motorn har placerats mitt i bilen. Med turbo ger motorn 240 hk. Den är länkad till en sexväxlad växellåda med dubbelkoppling. Bilen byggs av systerföretaget Maserati.